# Faennake
Faennake is een bestuurslaag in het regentschap Timor Tengah Utara van de provincie Oost-Nusa Tenggara, Indonesië. Faennake telt 901 inwoners (volkstelling 2010).